# Forte Urbano
Das Forte Urbano ist eine Festungsanlage aus dem 17. Jahrhundert im Westteil von Castelfranco Emilia in der italienischen Region Emilia-Romagna. Sie liegt am Ende der Via Forte Urbano.

## Geschichte und Beschreibung
Der Bau der Festung wurde von Papst Urban VIII. beauftragt und erfolgte von 1628 bis 1634. Das Projekt wurde an den Bauingenieur Giulio Buratti di Senigalla vergeben. Die Festung sollte der Verteidigung der Grenze des Kirchenstaates dienen.
Die Arbeiten begannen Anfang August 1628; im Jahre 1630 begann der Abriss der Stadtmauer von Castelfranco Emilia, die damals bereits für die Bedürfnisse der Stadtverteidigung nicht mehr geeignet war, um Baumaterialien für die neue Festung zu erhalten. 1634 waren die Bauarbeiten fast abgeschlossen: Die Festung zeigte sich in Sternform, die inneren Mauern waren mit einem breiten Burggraben umgeben und vier Bastionen waren mit Tourellen bewehrt. Die größte Breite betrug außen 900 Meter. Der Eingang war durch ein großes Tor mit drei Zugbrücken.
Von November 1708 bis zum 15. März 1709 belagerten deutsche Truppen, die in den spanischen Erbfolgekrieg verwickelt waren, die Festung. In dieser Zeit gab es zahlreiche, aber erfolglose Befreiungsversuche, insbesondere durch die Albergatis.
Im Frühjahr 1796 ließen sich dort die Truppen Napoleon Bonapartes als Befreier willkommen heißen. Bei dieser Gelegenheit fand der Versuch, das Gemälde Beata Vergine Maria Assunta in cielo (deutsch: Mariä Aufnahme in den Himmel) zu requirieren, das in der Kirche Santa Maria Assunta aufbewahrt wurde.
Im Frühjahr 1805, nach dem Fall der Grenzen, der durch die Annexion in das Königreich Italien verursacht wurde, verlor das Forte Urbano seine strategische Bedeutung und wurde entmilitarisiert: Die Bastionen und Teile der äußeren Befestigung auf der Südseite wurden abgerissen, um den geraden Verlauf der Via Aemilia wiederherzustellen; die Festung wurde in eine Strafanstalt umgebaut.
Wie von den Geschichtswissenschaftlern Giovanni Santunione und Arturo Fabbri notiert, wurde die Festung 1831 wegen einer Cholera-Epidemie, die große Teile Europas traf, in ein Lazarett umgewandelt und danach erneut in ein Gefängnis.
Bei den Bauarbeiten der Bahnstrecke Mailand–Bologna um 1855 wurden auch die Befestigungen auf der Nordseite abgerissen.
Im Jahre 2005 wurde dieses Gefängnis auf experimenteller Basis umgebaut, um drogenabhängige Strafgefangene aufzunehmen. Diese Initiative wurde auch dank der Zusammenarbeit mit der Gemeinde San Patrignano durchgeführt.